# 데키주쿠

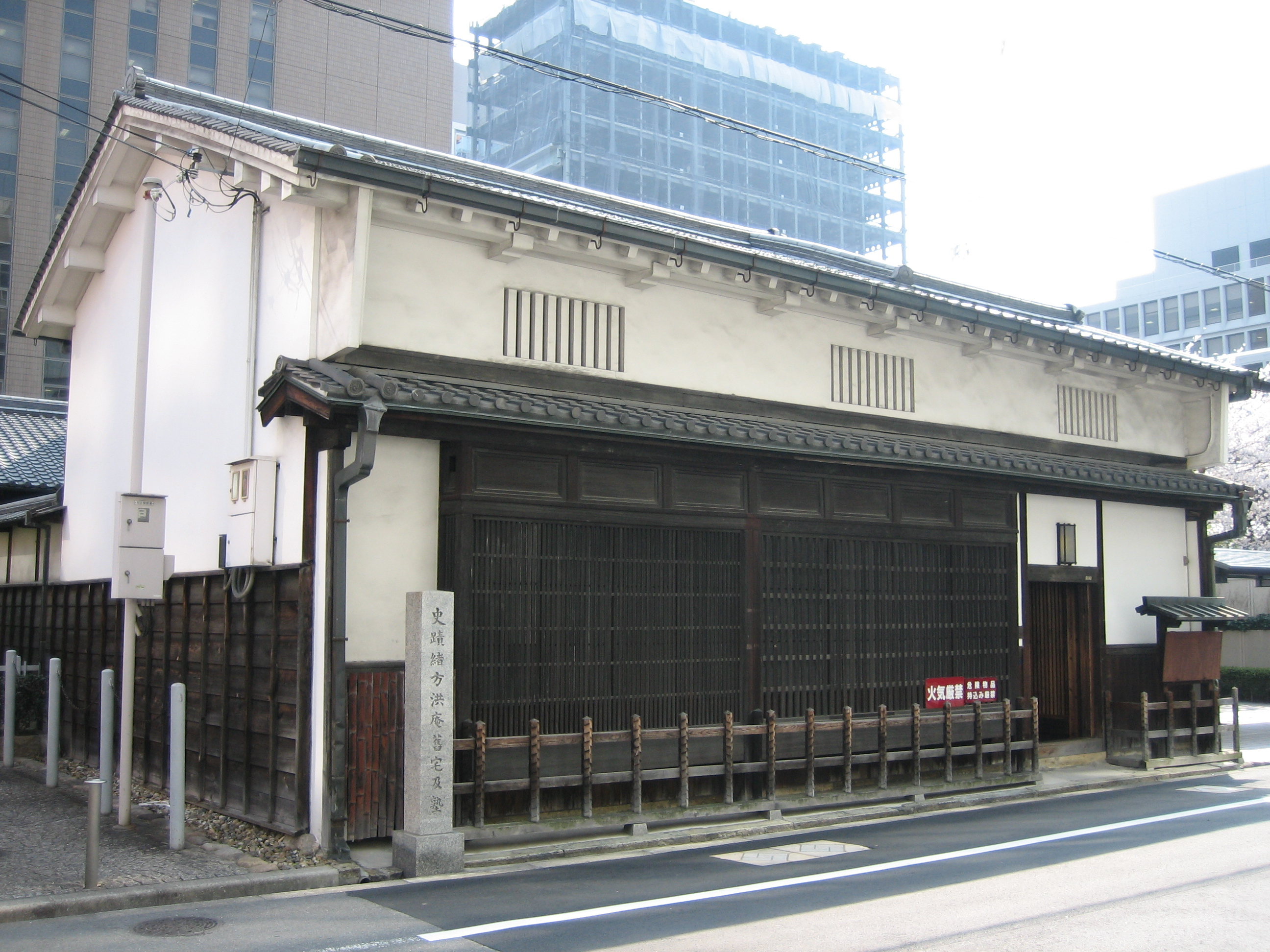
데키주쿠

데키주쿠(일본어: 適塾)는 일본 오사카시 주오구 센바에 세워졌던 학교로, 에도 시대의 학교이다. 오가타 고안이 세웠으며, 난학을 가르쳤다. 후에 오사카 대학과 게이오 대학으로 흡수되었다.

## 같이 보기
- 게이오 대학